# Schallplattenetikett

Dekoratives LP-Etikett

Informatives Single-Etikett

Ein Schallplattenetikett (auch: Label) ist ein Etikett auf Vinyl-Schallplatten und Schellackplatten, aus dem im Regelfall zumindest Musiktitel, Interpret und die Produkt-Marke der Herstellerfirma hervorgeht. Schallplattenetiketten können aber auch ohne Informationen rein dekorativ gestaltet sein.

## Technische Merkmale
Die Etiketten werden sowohl bei Singles (Schallplattendurchmesser 17 cm, Etikettdurchmesser ca. 8,90–9,20 cm), Maxi-Singles (Schallplattendurchmesser 25 cm, Etikettdurchmesser ca. 10 cm) und Langspielplatten (Schallplattendurchmesser 30 cm, Etikettdurchmesser ca. 10 cm) verwendet. Sie werden im Zuge der Pressung auf den Platten fixiert und sind im Grunde nicht ablösbar.

## Gestaltung und Bedeutung

Vertigo-Swirl als formatfüllendes Etikett

In der Regel sind auf den Etiketten die Titel der auf der Plattenseite enthaltenen Songs aufgedruckt, des Weiteren die Künstlernamen (Band oder Einzelinterpret) und der Name des Plattenlabels sowie häufig auch andere Informationen wie die Namen der Komponisten und Textverfasser, das Erscheinungsjahr oder die Zeitdauer der einzelnen Musikstücke. Auch ist in der Regel ein Hinweis zum Urheberrecht ersichtlich. Mehrheitlich sind solche Etiketten optisch eindeutig gestaltet, sodass allein daraus hervorgeht, welche Firma eine vorliegende Platte produzierte. Die Bedeutung des Schallplattenetiketts als Informationsträger war in den Zeiten höher, als Singles in unifarbenen Papiertaschen mit einem Loch in der Mitte der Vorderseite verkauft wurden. Durch das Loch war das Etikett zu sehen, auf dem alle wichtigen Informationen enthalten waren.
Schallplattenetiketten können auch ausschließlich dekorativ und künstlerisch gestaltet sein, ohne weitere Informationen zu bieten. Dies trifft zum Beispiel auf das Plattenlabel Vertigo zu. Deren Veröffentlichungen bis Anfang der 70er-Jahre hatten auf der A-Seite den sog. „Vertigo-Swirl“ etikettfüllend aufgedruckt. Auf der Rückseite (B-Seite) waren alle Angaben zu Interpret und Titel abgebildet. Dieses Gestaltungselement, dass eine Seite lediglich ein Motiv zeigt, wird heute verstärkt angewendet. Dabei stehen sie oft auch mit der Gestaltung der jeweiligen Schallplattencover im Einklang. Schallplatten mit einfarbigen Etiketten ohne jegliche Gestaltung werden vor allem zu Zwecken der Promotion vor dem öffentlichen Erscheinungstermin an die Presse abgegeben (siehe auch White Label).
Für Sammler ist der Zustand des Etiketts ein wichtiges Beurteilungskriterium für den Wert einer Schallplatte. Einige Schallplatten erschienen mit unterschiedlichen Etiketten oder mit Druckfehlern auf ihnen. Auch gibt es Fälle, in denen bei der Etikettierung irrtümlicherweise die Plattenseiten vertauscht wurden. Solche Eigenheiten machen die betreffenden Platten zu begehrten Sammlerobjekten.

## Wortverwendung
Als Synonym zu Schallplattenetikett wird auch das kürzere englische Wort Label verwendet. Dieses Wort war mit der Bedeutung des Schallplattenetiketts im Englischen bereits bei Schellackplatten in Verwendung, sein erstmaliger Gebrauch ist mit 1907 belegt. Im Zuge einer Bedeutungsübertragung wurde im Laufe der Zeit mit Label nicht nur der Aufdruck selbst, sondern auch die Firma verstanden, die diese Produkte herstellte, sodass Label nun auch die Bedeutung ‚Plattenfirma‘ aufweist. Das englische Wort wird mit beiden Bedeutungen im Deutschen zumindest seit den frühen 1980er Jahren verwendet.